# Jila (socken i Kina, Inre Mongoliet)
Jila (kinesiska: 吉拉, 吉拉苏木) är en socken i Kina. Den ligger i den autonoma regionen Inre Mongoliet, i den norra delen av landet, omkring 460 kilometer sydväst om regionhuvudstaden Hohhot.
Genomsnittlig årsnederbörd är 403 millimeter. Den regnigaste månaden är juli, med i genomsnitt 106 mm nederbörd, och den torraste är december, med 1 mm nederbörd.